# Højerup Kirke
Højerup Kirke er en kirke i Højerup Sogn i Stevns Kommune.
Kirken er bygget 1912-1913 til erstatning for den gamle Højerup Kirke, som var bygget så yderligt på Stevns Klint, at den måtte opgives på grund af faren for nedstyrtning.